# Sawston Hall
Sawston Hall est un manoir Tudor classé Grade I, situé à Sawston dans le Cambridgeshire ; il date du XVIe siècle] avec une grande cheminée Tudor avec plaque de cheminée datée de 1571. La demeure possède sa propre chapelle privée lambrissée avec un plafond en plâtre décoré du XVIIIe siècle et de magnifiques vitraux. Au premier étage, il y a une longue galerie et une chambre où la reine Mary Ire aurait dormi.
La maison est entourée de près de 60 acres (24,28113852 ha) de terrain qui comprend un site d'intérêt scientifique spécial protégé par Natural England en raison de la présence de Cambridge Milk Parsley, une plante indigène anglaise rare. Le terrain comprend également un certain nombre de sources alimentées naturellement, des promenades dans les bois, un demi-fossé et un certain nombre de petits jardins paysagers.

## Histoire
Le domaine Sawston est la propriété de la famille Huddleston de 1517 jusqu'aux années 1980. Le manoir est cité dans les livres d'histoire en 1553 lorsque Mary Tudor (qui devient Mary Ire d'Angleterre), fuyant l'emprisonnement du duc de Northumberland, passe la nuit au manoir. Les soldats de Northumberland suivent Mary jusqu'à Sawston, la forçant à fuir le lendemain matin déguisée en laitière. Alors qu'elle s'enfuit, les soldats mettent le feu au manoir médiéval, le détruisant en grande partie.
La maison est reconstruite par John et Edmund Huddleston entre 1557 et 1584 avec l'aide d'une licence accordée par la reine Mary pour utiliser la pierre du château de Cambridge. Au cours de la reconstruction, Mary meurt et est remplacée par Elisabeth Ire. Cela aboutit à l'inclusion d'un certain nombre de trous de prêtres dans le bâtiment, permettant à la famille Huddleston de poursuivre sa pratique de la foi catholique. Le trou du prêtre au sommet de l'escalier en colimaçon de Sawston Hall est considéré comme l'un des plus beaux exemples du pays.
Pendant la Seconde Guerre mondiale, Sawston Hall, toujours la propriété des Huddleston, est le quartier général de la 66th Fighter Wing, qui fait partie de l'USAAF Eighth Air Force. Un abri anti-aérien subsiste toujours sur le terrain et, au dernier étage, des graffitis datant de la guerre ornent encore les murs. En 1982, la famille Huddleston vend le manoir qui devient une école de langues jusqu'à son achat en 2010. Il est mis en vente pour la dernière fois en 2014 pour 4,75 millions de livres sterling.
Sawston Hall est adjacent à l'ancienne église St Mary de style normand.
Sawston Hall est le lieu utilisé pour le film de Michael Winner de 1971 " The Nightcomers ".